# 晋书
| 中國二十四史 | 中國二十四史   | 中國二十四史 | 中國二十四史 | 中國二十四史 |
| 次序         | 書名           | 作者         | 作者         |              |
| 次序         | 書名           | 姓名         | 時代         |              |
| ------------ | -------------- | ------------ | ------------ | ------------ |
| 1            | 史记           | 司馬遷       | 西漢         |              |
| 2            | 汉书           | 班固         | 東漢         |              |
| 3            | 后汉书         | 范曄         | 劉宋         |              |
| 4            | 三國志         | 陈寿         | 西晋         |              |
| 5            | 晋书           | 房玄龄等     | 唐           |              |
| 6            | 宋书           | 沈约         | 蕭梁         |              |
| 7            | 南齐书         | 萧子显       | 蕭梁         |              |
| 8            | 梁书           | 姚思廉       | 唐           |              |
| 9            | 陈书           | 姚思廉       | 唐           |              |
| 10           | 魏书           | 魏收         | 北齐         |              |
| 11           | 北齐书         | 李百药       | 唐           |              |
| 12           | 周书           | 令狐德棻等   | 唐           |              |
| 13           | 南史           | 李延寿       | 唐           |              |
| 14           | 北史           | 李延寿       | 唐           |              |
| 15           | 隋书           | 魏徵等       | 唐           |              |
| 16           | 旧唐书         | 刘昫等       | 后晋         |              |
| 17           | 新唐书         | 欧阳修等     | 北宋         |              |
| 18           | 旧五代史       | 薛居正等     | 北宋         |              |
| 19           | 新五代史       | 欧阳修       | 北宋         |              |
| 20           | 宋史           | 脱脱等       | 元           |              |
| 21           | 辽史           | 脱脱等       | 元           |              |
| 22           | 金史           | 脱脱等       | 元           |              |
| 23           | 元史           | 宋濂等       | 明           |              |
| 24           | 明史           | 张廷玉等     | 清           |              |
| 相關         | 東觀漢記       | 劉珍等       | 東漢         |              |
| 相關         | 新元史         | 柯劭忞       | 民國         |              |
| 相關         | 清史稿         | 趙爾巽等     | 民國         |              |
| 相關         | 點校本二十四史 | 顧頡剛等     | 共和國       |              |

《晋书》于唐朝貞觀二十二年（公元648年）写成，中国的二十四史之一，唐房玄龄等人合著，作者共二十一人。记载的历史上起三国时期司马懿早年，下至东晋恭帝元熙二年（420年）刘裕廢晉帝自立，以宋代晋。该书同时还以“载记”形式，记述了十六国政权的状况。原有叙例、目录各一卷、帝纪十卷、志二十卷、列传七十卷、载记三十卷，共一百三十二卷。后来叙例、目录失传，今存一百三十卷。

## 《晋书》作者群
《晋书》作者共二十一人。
- 监修三人：房玄龄、褚遂良、许敬宗
- 天文、律历、五行等三志的作者：李淳风
- 擬订修史体例：敬播（注：没有流传下来。）
- 其他十六人：令狐德棻、来济、陆元仕、刘子翼、卢承基、李义府、薛元超、上官仪、崔行功、辛丘驭、刘胤之、杨仁卿、李延寿、张文恭、李安期和李怀俨。
- 另外唐太宗李世民也在宣帝（司馬懿）、武帝（司马炎）二纪及陆机、王羲之两传写了四篇史论，所以有题“御撰”。

## 《晋书》编写过程
唐太宗重视修史，中國自唐代開始設館修史，《晉書》是其中的第一部。“二十四史”有六部史书（《晉書》，《梁書》、《陳書》、《北齊書》、《周書》、《隋書》）是在唐太宗时期修成的。
在唐朝以前，即有十八家晋史传世，而实际上则多达二十余家，其中沈约、郑忠、庾铣三家晋书已亡佚外，其余都还存在。当时唐太宗认为这些晋史有种种缺陷，且“制作虽多，未能尽善”，便于貞觀二十年（公元646年）下詔修《晉書》，唐太宗在《修晋书诏》有言：“大矣哉，盖史籍之为用也”。
《晉書》由房玄龄等人负责监修，组织一批史家和学者，以南朝齐人臧荣绪所写的《晋书》为蓝本，同时参考其他诸家晋史和有关著作，“采正典与杂说数十部”，兼引十六国所撰史籍，从贞观二十年（公元646年）开始撰写，至贞观二十二年（公元648年）写成。 
唐太宗亲自为《晋书》的《宣帝纪》、《武帝纪》、《陆机传》、《王羲之传》分别写了史论。《晋书》问世后，“言晋史者，皆弃其旧本，兢从新撰”。
近代有吳士鑑、劉承幹著《晋书斠注》，采集众说以辨异、证同、纠谬、补遗，此书在1928年由吴兴嘉业堂刊行。

## 《晋书》的成就

### 记载完备
唐之前的各晋史，或仅记西晋一朝史事，或虽兼记两晋史事，但对十六国史事则无专门记述。可说都非完备的晋史。与唐之前的各晋史相比，《晋书》的内容较为详尽且广博，紀傳中收錄的大量詔令、奏疏、書札及文章，雖冗長，但有多方面的史料價值。《輿服志》和《禮志》《樂志》反映了魏晉南北朝統治階級崇尚禮儀服飾的風氣。赵翼说：“唐初修《晋书》，以臧荣绪本为主，而兼考诸家成之。今据《晋》、《宋》等《书》列传所载诸家之为《晋书》者，无虑数十种。”

### 补舊史之不足
《三国志》有纪、传而无志。而《晋书》中的志，多从三国时期写起。關於曹魏屯田、興修水利發展農業、經營西北，及晉朝占田制多有著墨。《食貨志》講東漢、三國時代的經濟發展，可補《後漢書》、《三國志》之不足。从当政者的角度，《晋书》虽为立传，但并不鼓励司马氏的发家史，《晋书·宣帝纪》里曾讲到晋明帝问起晋得天下的具体情形，王导告之，明帝大惭，把脸埋在床上说：“若如公言，晋祚复安得长远！”，而唐太宗在其所作的史论里，更不乏警世之意。

### 体例创新
《晋书》有“载记”三十卷，记载了古代中国少数民族匈奴、鲜卑、羯、氐、羌建立的十六国政权。这是《晋书》在纪传体史书体例上的一个特點。“载记”最早由《東觀漢記》所創，但記載的是新莽至東漢初年不屬於劉秀的各個政權人物列傳，并非记载少数民族政权的史事。

## 《晋书》的不足

### 记述荒誕
《晋书》继承了前代晋史著作的缺点，记述了大量的神怪故事，《搜神記》、《幽明錄》中一些荒誕之談也加以收錄。例如《干寶傳》中記載干寶之父妾陪葬十餘年，開棺後仍能復生之事。《張華傳》中提到吃“龍肉”之事，並稱“試以苦酒濯之，必有異。”

### 史料取舍不够严谨
据历史学者考察，在修撰《晋书》时期，所能见到晋代文献很多，除各专史外，还有大量的诏令、仪注、起居注以及文集。但《晋书》的编撰者主要只采用臧荣绪的晋书作为蓝本，并兼採笔记小说的记载，稍加增饰。对於其他各家的晋史和有关史料，虽曾参考，但却没有充分利用。因此唐代成书之后，即受到当代人的指实，认为它“好採诡谬碎事，以广异闻；又所评论，竞为绮艳，不求笃实”。刘知几在《史通》裡也批评它不重视史料的甄别去取，只追求文字的华丽。例如有關杜弢的下場，《晉書·杜弢傳》寫杜弢“不知所終”，《晉書·愍帝紀》卻寫杜弢“死在道上”。清人张熷在《读史举正》举出《晋书》谬误达450多条。钱大昕批评《晋书》“涉笔便误”。
此外，《晋书·冯紞传》称“紞兄恢，自有传”，《殷顗传》称“弟仲文、叔献，别有传”，但《晋书》未替冯恢、殷叔献立传；《李重传》有“见百官志”语，但《晋书》并无《百官志》；《司马彪传》载“泰始初，武帝亲祠南郊，彪上疏定议，语在郊祀志”，但《晋书》只有《礼志》，没有《郊祀志》，且《礼志》也对司马彪此议毫无记载。另外，《晋书・地理志》对于东晋十六国的疆域政区没有详细的记载，明顯有不足之處。

## 《晋书》目录

### 帝纪
- 帝纪第一 宣帝
- 帝纪第二 景帝 文帝
- 帝纪第三 武帝
- 帝纪第四 惠帝
- 帝纪第五 怀帝 愍帝
- 帝纪第六 元帝 明帝
- 帝纪第七 成帝 康帝
- 帝纪第八 穆帝 哀帝 海西公
- 帝纪第九 简文帝 孝武帝
- 帝纪第十 安帝 恭帝

### 志
- 志第一 天文上（天体 仪象 天文经星等）
- 志第二 天文中
- 志第三 天文下（月五星犯列舍 经星变附见）
- 志第四 地理上（司州 兗州 豫州 冀州 幽州 平州 并州 雍州 涼州 秦州 梁州 益州）
- 志第五 地理下（青州 徐州 荊州 揚州 交州 廣州）
- 志第六 律曆上
- 志第七 律曆中
- 志第八 律曆下
- 志第九 禮上
- 志第十 禮中
- 志第十一 禮下
- 志第十二 樂上
- 志第十三 樂下
- 志第十四 職官
- 志第十五 輿服
- 志第十六 食貨
- 志第十七 五行上
- 志第十八 五行中
- 志第十九 五行下
- 志第二十 刑法

### 列传
- 列传第一 后妃上 宣穆张皇后 景怀夏侯皇后 景献羊皇后 文明王皇后 武元杨皇后 武悼杨皇后 左贵嫔 胡贵嫔 诸葛夫人  惠贾皇后 惠羊皇后 谢夫人  怀王皇太后 元夏侯太妃
- 列传第二 后妃下 元敬虞皇后 豫章君  明穆庾皇后 成恭杜皇后 章太妃  康献褚皇后 穆章何皇后 哀靖王皇后 废帝孝庾皇后 简文宣郑太后 简文顺王皇后 孝武文李太后 孝武定王皇后 安德陈太后 安僖王皇后 恭思褚皇后
- 列传第三 王祥 弟王覽 鄭沖 何曾 子何劭 劭庶兄何遵 遵子何嵩 遵子何綏 遵子何機 遵子何羨  石苞 子石統 子石越 子石喬 子石浚 子石俊 子石崇 曾孫樸 附歐陽建 附孫鑠
- 列传第四 羊祜 杜預 杜錫
- 列传第五 陳騫 子陳輿  裴秀 子裴頠 秀從弟裴楷 楷子裴憲
- 列传第六 衛瓘 子衛恆 恆子衛璪 璪弟衛玠  張華 子張禕、張韙 劉卞
- 列传第七 宗室 安平獻王孚 子邕 邕弟義陽成王望 望子河間平王洪 洪子威 洪弟隨穆王整 整弟竟陵王楙 望弟太原成王輔 輔弟翼 翼弟下邳獻王晃 晃弟太原烈王瑰 瑰弟高陽元王珪 珪弟常山孝王衡 衡弟沛順王景  彭城穆王權 曾孫紘 紘子俊 高密文獻王泰 子孝王略 略兄新蔡武哀王騰 范陽康王綏 子虓  濟南惠王遂 曾孫勳  譙剛王遜 子閔王承 承子烈王無忌 無忌子敬王恬 恬子忠王尚之 尚之弟恢之 恢之弟休之 休之弟允之 附韓延之  高陽王睦 任城景王陵 弟順、斌
- 列传第八 宣五王 平原王榦 琅邪武王伷 子恭王覲 覲弟武陵莊王澹 澹弟東安王繇 繇弟淮陵元王漼  清惠亭侯京 扶風武王駿 子暢 暢弟新野莊王歆 梁王肜 文六王 齊獻王攸 子蕤 蕤弟廣漢沖王贊 贊兄寔  城陽哀王兆 遼東悼惠王定國 廣漢殤王廣德 樂安平王鑒 樂平王延祚
- 列传第九 王沈 子王浚  荀顗 荀勖 子荀藩 藩子荀邃 邃弟荀闓 藩弟荀組 組子荀奕  馮紞
- 列传第十 賈充 充婦郭槐 槐外孫韓謐（賈謐） 充弟賈混 充從子賈模 賈后從舅郭彰  楊駿 駿弟楊珧 珧弟楊濟
- 列传第十一 魏舒 子魏混 李憙 劉寔 劉智 高光 子高韜
- 列传第十二 王渾 子王濟 王 唐彬
- 列传第十三 山濤 子山簡 簡子山遐 王戎 從弟王衍 衍弟王澄 郭舒 樂廣
- 列传第十四 鄭袤 子鄭默 默子鄭球 李胤 盧欽 子盧浮 弟盧珽 珽子盧志 志子盧諶 崔悅 華表 子華廙 廙子華恆 廙弟華嶠 石鑒 溫羨
- 列传第十五 劉毅 子劉暾 程衛 和嶠 武陔 任愷 崔洪 郭奕 侯史光 何攀
- 列传第十六 劉頌 李重 李毅
- 列传第十七 傅玄 子傅咸 咸子傅敷 咸從父弟傅祗
- 列传第十八 向雄 段灼 閻纘 子閻亨
- 列传第十九 阮籍 籍兄子阮咸 咸子阮瞻 瞻弟阮孚 咸從子阮脩 咸族弟阮放 放弟阮裕 嵇康 向秀 劉伶 謝鯤 胡毋輔之 子胡毋謙之 畢卓 王尼 羊曼 弟羊聃 光逸
- 列传第二十 曹志 庾峻 子庾珉 珉弟庾敳 郭象 庾純 子庾旉 秦秀
- 列传第二十一 皇甫謐 子皇甫方回 挚虞 束皙 王接
- 列传第二十二 郤詵 阮种 華譚 袁甫
- 列传第二十三 愍懷太子 子虨、臧、尚
- 列传第二十四 陸機 孫拯 陸雲 弟陸耽 從叔陸喜
- 列传第二十五 夏侯湛 弟夏侯淳 淳子夏侯承 潘岳 從子潘尼 張載 弟張協 協弟張亢
- 列传第二十六 江統 子江虨、江惇 孫楚 孫孫統 統弟孫綽
- 列传第二十七 羅憲 兄子羅尚 滕脩 馬隆 胡奮 陶璜 吾彥 張光 趙誘
- 列传第二十八 周處 處長子周玘 玘子周勰 勰弟周彝 處幼子周劄 劄子周澹 劄從子周筵 筵弟周縉 周訪 訪長子周撫 撫子周楚 楚子周虓 訪次子周光 光子周仲孫
- 列传第二十九 汝南文成王亮 子粹、矩（矩子祐）、羕、宗、熙 楚隱王瑋 趙王倫 齊武閔王冏 鄭方 長沙厲王乂 成都王穎 河間王顒 東海孝獻王越
- 列传第三十 解系 弟解結 結弟解育 孫旂 孟觀 牽秀 繆播 從弟繆胤 皇甫重 張輔 李含 張方 閻鼎 索靖 子索綝 賈疋
- 列传第三十一 周浚 子周嵩 子周謨 從父弟周馥 成公簡 苟晞 華軼 劉喬 孫劉耽 耽子劉柳
- 列传第三十二 劉琨 子劉群 兄劉輿 輿子劉演 祖逖 兄祖納
- 列传第三十三 邵續 李矩 段匹磾 魏浚 族子魏該 郭默
- 列传第三十四 武十三王 毗陵悼王軌 秦獻王柬 城陽懷王景 東海沖王祗 始平哀王裕 淮南忠壯王允 代哀王演 新都王該 清河康王遐 汝陰哀王謨 吳孝王晏 渤海殤王恢 元四王 琅邪孝王裒 東海哀王沖 武陵威王晞 琅邪悼王煥 簡文三子 會稽思世子道生 臨川獻王郁 會稽文孝王道子
- 列传第三十五 王导 子王悦 悅弟王恬 恬弟王洽 洽子王珣 珣弟王珉 洽弟王協 協繼子王謐 協弟王劭 劭弟王薈 薈子王廞
- 列传第三十六 劉弘 陶侃 子陶洪 陶瞻 陶夏 陶琦 陶旗 陶斌 陶稱 陶範 陶岱 兄子陶臻 臻弟陶輿
- 列传第三十七 溫嶠 郗鑒 子郗愔 愔子郗超 愔弟郗曇 叔父郗隆
- 列传第三十八 顧榮 紀瞻 賀循 楊方 薛兼
- 列传第三十九 劉隗 孫劉波 伯父劉訥 刁協 子刁彝 彝子刁逵 戴若思（戴淵） 弟戴邈 周顗
- 列传第四十 應詹 甘卓 鄧騫 卞壼 從父兄卞敦 劉超 锺雅
- 列传第四十一 孫惠 熊遠 王鑒 陳頵 高崧
- 列传第四十二 郭璞 葛洪
- 列传第四十三 庾亮 子庾彬 庾羲 庾龢 弟庾懌 庾冰 冰子庾希 冰弟庾條 庾翼
- 列传第四十四 桓彝 子桓雲 雲弟桓豁 豁子桓石虔 石虔子桓振 石虔弟桓石秀 桓石民 桓石生 桓石綏 桓石康 豁弟桓秘 秘弟桓沖 沖子桓嗣 嗣子桓胤 嗣弟桓谦 谦弟桓脩 徐甯
- 列传第四十五 王湛 子王承 承子王述 述子王坦之 王禕之 坦之子王愷 王愉 愉弟王國寶 國寶弟王忱 愉子王綏 族子王嶠 袁悅之 祖台之 荀崧 子荀蕤 蕤弟荀羨 范汪 子范甯 汪叔范堅 劉惔 張憑 韓伯
- 列传第四十六 王舒 子王允之 王廙 子王彬 彬子王彪之 彬從兄王棱 虞潭 孫虞嘯父 兄子虞𩦎 顧眾 張闓
- 列传第四十七 陸曄 弟陸玩 玩子陸納 何充 褚翜 蔡謨 諸葛恢 殷浩 顧悅之 蔡裔
- 列传第四十八 孔愉 子孔汪 孔安國 弟孔祗 從子孔坦 孔嚴 從弟孔群 群子孔沉 丁潭 張茂 陶回
- 列传第四十九 謝尚 謝安 附羊曇 安子謝瑤 謝琰 琰子謝混 安兄謝奕 子謝玄 安弟謝萬 子謝韶 安兄據子謝朗 朗子謝重 重子謝絢 安弟謝石 從子謝邈
- 列传第五十 王羲之 子王凝之 子王徽之 徽之子王楨之 子王操之 子王獻之 附許邁
- 列传第五十一 王逊 蔡豹 羊鑒 劉胤 桓宣 族子桓伊 朱伺 毛宝 子毛穆之 毛安之 劉遐 鄧嶽 子鄧遐 朱序
- 列传第五十二 陳壽 王長文 虞溥 司馬彪 王隱 虞預 孫盛 子孫潛 孫放 干寶 鄧粲 謝沈 習鑿齒 徐廣
- 列传第五十三 顧和 袁瑰 子袁喬 喬孫袁山松 瑰弟袁猷 從祖袁準 準孫袁耽 耽子袁質 質子袁湛 湛弟袁豹 江逌 從弟江灌 灌子江績 車胤 殷顗 王雅
- 列传第五十四 王恭 庾楷 劉牢之 殷仲堪 楊佺期
- 列传第五十五 劉毅 兄劉邁 諸葛長民 何無忌 檀憑之 魏詠之
- 列传第五十六 張轨 子張寔 寔弟張茂 寔子張駿 駿子張重華 重華子張曜靈 曜靈伯父張祚 曜靈弟張玄靚 玄靚叔張天錫
- 列传第五十七 涼武昭王李暠 子涼後主李歆
- 列传第五十八 孝友 李密 盛彥 夏方 王裒 許孜 庾袞 孫晷 顏含 劉殷 王延 王談 桑虞 何琦 吳逵
- 列传第五十九 忠義 嵇紹 从子嵇含 王豹 劉沈 麹允 附焦嵩 賈渾 王育 韋忠 辛勉 族弟辛賓 劉敏元 周該 桓雄 韓階 周崎 易雄 樂道融 虞悝 沈勁 吉挹 王諒 宋矩 車濟 丁穆 辛恭靖 羅企生 張禕
- 列传第六十 良吏 魯芝 胡威 子胡奕 杜軫 子杜毗 杜秀 弟杜烈 杜良 竇允 王宏 曹攄 潘京 范晷 子范廣 范稚 丁紹 喬智明 鄧攸 吳隱之
- 列传第六十一 儒林 范平 文立 陳邵 虞喜 劉兆 氾毓 徐苗 崔遊 范隆 杜夷 董景道 續咸 徐邈 孔衍 范宣 韋謏 范弘之 王歡
- 列传第六十二 文苑 應貞 成公綏 左思 趙至 鄒湛 棗據 褚陶 王沈 張翰 庾闡 曹毗 李充 袁宏 伏滔 羅含 顧愷之 郭澄之
- 列传第六十三 外戚 羊琇 王恂 楊文宗 羊玄之 虞豫 庾琛 杜乂 褚裒 何准 王濛 王遐 王蘊 褚爽
- 列传第六十四 隱逸 孫登 董京 夏統 朱沖 范粲 魯勝 董養 霍原 郭琦 伍朝 魯褒 氾騰 任旭 郭文 龔壯 孟陋 韓績 譙秀 翟湯 郭翻 辛謐 劉驎之 索襲 楊軻 公孫鳳 公孫永 張忠 石垣 宋纖 郭荷 郭瑀 祈嘉 瞿硎先生 謝敷 戴逵 龔玄之 陶淡 陶潛
- 列传第六十五 藝術 陳訓 戴洋 韓友 淳于智 步熊 杜不愆 嚴卿 隗炤 卜珝 鮑靚 吳猛 幸靈 佛圖澄 麻襦 單道開 黃泓 索紞 孟欽 王嘉 僧涉 郭黁 鳩摩羅什 昙霍 台產
- 列传第六十六 列女 羊耽妻辛憲英 杜有道妻嚴憲 王渾妻鍾琰 鄭袤妻曹氏 湣懷太子妃王惠風 鄭休妻石氏 陶侃母湛氏 賈渾妻宗氏 梁緯妻辛氏 許延妻杜氏 虞潭母孫氏 周顗母李絡秀 張茂妻陸氏 尹虞二女 荀崧小女荀灌 王凝之妻謝道韞 劉臻妻陳氏 皮京妻龍憐 孟昶妻周氏 何無忌母劉氏 劉聰妻劉娥 王廣女 陝婦人 靳康女 韋逞母宋氏 張天錫妾閻氏、薛氏 苻堅妾張氏 竇滔妻蘇氏 苻登妻毛氏 慕容垂妻段元妃 段豐妻慕容氏 呂纂妻楊氏 涼武昭王李玄盛后尹氏
- 列传第六十七 四夷 東夷 夫餘國 馬韓 辰韓 肅慎氏 倭人 裨離 西戎 吐谷渾 焉耆國 龜茲國 大宛國 康居國 大秦國 南蠻 林邑 扶南 北狄 匈奴
- 列传第六十八 王敦 沈充 桓溫 孟嘉
- 列传第六十九 桓玄 卞范之 殷仲文
- 列传第七十 王彌 張昌 陳敏 王如 杜曾 杜弢 王機 祖約 蘇峻 孫恩 盧循 譙縱

### 载记
- 载记第一 漢趙 劉元海（劉淵） 子劉和 刘宣
- 载记第二 漢趙 劉聰 劉粲 陳元達
- 载记第三 漢趙 劉曜
- 载记第四 後趙 石勒上
- 载记第五 後趙 石勒下 次子石弘 張賓
- 载记第六 後趙 石季龍（石虎）上
- 载记第七 後趙 石季龍（石虎）下 石世 石遵 石鑒 石閔（冉閔）
- 载记第八 前燕 慕容廆 裴嶷 高瞻
- 载记第九 前燕 慕容皝 慕容翰 陽裕
- 载记第十 前燕 慕容儁 韓恆 李產
- 载记第十一 前燕 慕容暐 慕容恪 陽騖 皇甫真
- 载记第十二 前秦 苻洪 苻健 苻生 洪季子苻雄 王堕
- 载记第十三 前秦 苻坚上
- 载记第十四 前秦 苻坚下 王猛 苻融 苻朗
- 载记第十五 前秦 苻丕 苻登 索泮 徐嵩
- 载记第十六 後秦 姚弋仲 姚襄 姚苌
- 载记第十七 後秦 姚興上
- 载记第十八 後秦 姚興下 尹緯
- 载记第十九 後秦 姚泓
- 载记第二十 成漢 李特 李流 李庠
- 载记第二十一 成漢 李雄 李班 李期 李壽 李勢
- 载记第二十二 後涼 吕光 吕纂 吕隆
- 载记第二十三 後燕 慕容垂
- 载记第二十四 後燕 慕容宝 慕容盛 慕容熙 慕容雲（高雲）
- 载记第二十五 西秦、北燕 乞伏國仁 乞伏乾歸 乞伏熾磐 冯跋 弟馮素弗
- 载记第二十六 南涼 禿髮烏孤 禿髮利鹿孤 禿髮傉檀
- 载记第二十七 南燕 慕容德
- 载记第二十八 南燕 慕容超 慕容鍾 封孚
- 载记第二十九 北涼 沮渠蒙逊
- 载记第三十 夏國 赫連勃勃

## 其他版本的晋史
二十四史中的晋书是唐朝时期编写，晚于南北朝时期的《南齐书》、《宋书》等，但唐朝之前已经存在几部不同版本的晋书了。参见十八家晉史。

## 《晋书》的史误
中国社科院历史研究所研究员朱大渭曾撰文指出《晋书》中的一些史实上的谬误：
1. 《皇甫方回传》，荆州所迎非杜弢，乃杜曾；
2. 《桓石虔传》，荆州刺史的名字是桓石民；
3. 《桓温传》，“金城泣柳”发生在桓温第三次北伐，而非第二次；
4. 《王羲之传》，王氏三少之安期非王承，乃王导兄王含之子王应；
5. 《王羲之传》，尚书仆射非谢安，乃谢尚；
6. 《天文志下》，朱龄石平蜀非在义熙七年，乃九年；
7. 《天文志》，泰始二年十月丙午、九年七月丁酉、十年十月乙未、永康元年正月乙卯皆无日蚀。

## 延伸阅读
[在维基数据编辑]
 在维基文库阅读本作品原文（ 在维基共享资源阅览影像）
 《晉書 (四庫全書本)》
 《欽定古今圖書集成·理學彙編·經籍典·晉書部》，出自陈梦雷《古今圖書集成》

## 外部連結
- 清水凯夫：〈论唐修《晋书》的性质 （页面存档备份，存于）〉。（2008年）